# Cerkiew Zaśnięcia Matki Bożej w Curtea de Argeș
Cerkiew Zaśnięcia Matki Bożej – prawosławna cerkiew w Curtea de Argeș.
Cerkiew została wzniesiona z fundacji hospodara Neagoe Basaraba V w latach 1514–1517. Fundator zmarł jednak, zanim obiekt został oddany do użytku. Budowlę ukończył Radu z Afumați; na tym etapie prac mistrz Dobromir wykonał w jej wnętrzu freski. W 1682 zniszczoną przez pożary, trzęsienia ziemi, jak i działania ludzi cerkiew odbudował Șerban Kantakuzen. W latach 1739–1748 cerkiew posiadała status katedry.
Po kolejnym pożarze, w latach 1875–1886 cerkiew odnowił architekt francuski André Lecomte du Nouy, zaś jego brat Jean-Jules-Antoine wykonał nowe freski, o znacznie mniejszej wartości niż zakryte w ten sposób dzieła Dobromira. Ocalałe fragmenty fresków szesnastowiecznych eksponowane są w Muzeum Historii i Sztuki w Bukareszcie. 12 października 1886 obiekt został ponownie poświęcony po renowacji.
Wymiary obiektu to 18 metrów długości, 10 metrów szerokości i 25 m wysokości. Cerkiew jest trójdzielna, przy czym przednawie i nawa nie są oddzielone od siebie drzwiami. Została wzniesiona w oparciu o zmodyfikowany plan trójkonchowy. Jedną z zasadniczych różnic wprowadzonych w jej architekturze w porównaniu ze starszymi świątyniami w regionie jest oparcie wieży nad nawą na czterech filarach w miejsce pendentywów. Nowością było również poszerzenia przednawia w taki sposób, by mogły się nad nim znaleźć trzy wieże, z których największa niemal dorównuje wymiarom wieży nad nawą. Wieże zdobione są zewnętrznie w następujący sposób: w kierunku poziomym ich ściany są podzielone na dwie części pasem w formie skręconego sznura. Część dolna jest następnie dzielona prostokątnymi ramami, w których mieszczą się obramowania okien, zaś górna półkolistymi arkadami.
Dwanaście kolumn we wnętrzu obiektu symbolizuje dwunastu apostołów.
Cerkiew zaliczana jest do najważniejszych zabytków rumuńskiej architektury XVI wieku. Jest to także najważniejszy ośrodek pielgrzymkowy w regionie, szczególnym kultem otaczane są relikwie św. Filotei oraz cząstki relikwii św. męczennicy Tatiany oraz św. Sergiusza. 
W cerkwi znajdują się groby królów rumuńskich Karola I, Ferdynanda I i Michała I.

## Legenda związana z powstaniem cerkwi
Według popularnej legendy twórcą cerkwi był mistrz Manole (rum. Meșterul Manole). Gdy rozpoczął on pracę nad budową świątyni, wszystko, co zdołał zbudować w ciągu dnia, ulegało zniszczeniu w nocy. Pewnej nocy mistrz miał sen, w którym dowiedział się, że ukończy prace tylko wtedy, jeśli poświęci własną żonę, zamurowując ją w ścianie budowanej cerkwi. Twórca nie zawahał się tego uczynić następnego dnia. Kiedy cerkiew była już gotowa, jej fundator uwięził Manole w wieży świątyni, nie chcąc, by ten stworzył jeszcze inne obiekty porównywalnej urody. Mistrz usiłował uciec na skonstruowanych przez siebie skrzydłach, spadł jednak na ziemię i zginął.